# أولريش كوفمان
أولريش كوفمان هو مرشد جبلي ‏ سويسري، ولد في 31 مايو 1840 في جريندلفالد في سويسرا، وتوفي بنفس المكان في 25 مارس 1917.